# Bellegra
Bellegra é uma comuna italiana da região do Lácio, província de Roma, com cerca de 3.029 habitantes. Estende-se por uma área de 18 km², tendo uma densidade populacional de 168 hab/km². Faz fronteira com Affile, Gerano, Olevano Romano, Pisoniano, Rocca Santo Stefano, Roiate, San Vito Romano.

## Demografia
| Variação demográfica do município entre 1861 e 2011                               |
|                                                                                   |
| Fonte: Istituto Nazionale di Statistica (ISTAT) - Elaboração gráfica da Wikipedia |